# خیابان سامان
خیابان سامان نام یکی از خیابان‌های اصلی نارمک در منطقهٔ ۸ تهران است.
این خیابان از خیابان‌های خلوت و آرام نارمک است که از جنوب و از ۴۶متری غربی نارمک آغاز و پس از تقاطع خیابان گلبرگ و بهمن غربی در بزرگراه رسالت پایان می‌یابد. نام این خیابان در دههٔ ۸۰ خورشیدی به «شهید سروان علی بختیاری» تغییر کرد. اما همچنان در بین اهالی به نام سامان شناخته می‌شود. این خیابان که جهت شمالی-جنوبی دارد بین دو خیابان مهرگان و سمنگان قرار دارد و موازی این دو خیابان است. میدان‌های غربی نارمک اطراف این خیابان قرار دارند.

## دسترسی‌ها
مسیر رفت اتوبوس‌های «میدان رسالت-وحیدیه» از خیابان سامان می‌گذرد

## مسیرهای یکطرفه
این خیابان از ابتدا (۴۶ متری) دو طرفه بوده، بعد از تقاطع خیابان رحیمی یکطرفه از شمال به جنوب، از تقاطع خیابان گلبرگ تا بهمن یکطرفه از جنوب به شمال، و از بهمن تا بزرگراه رسالت دوطرفه می‌شود

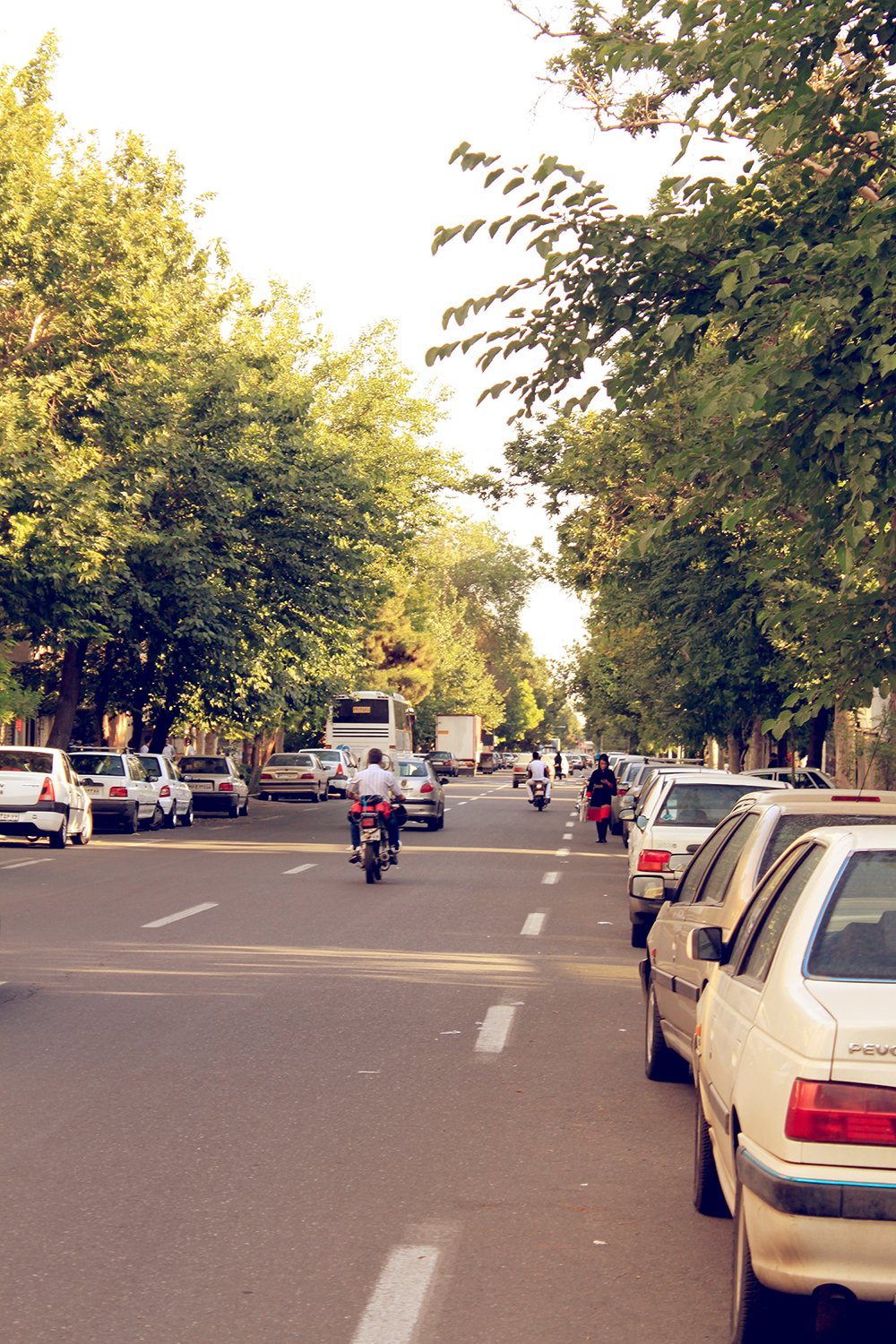
خیابان سامان، پایین‌تر از خیابان گلبرگ